# Paul Di’Anno
Paul Di’Anno, właśc. Paul Andrews (ur. 17 maja 1958, zm. 21 października 2024) – brytyjski wokalista rockowy, trzeci w historii (a pierwszy, który pojawił się na studyjnym albumie) wokalista Iron Maiden.

## Życiorys

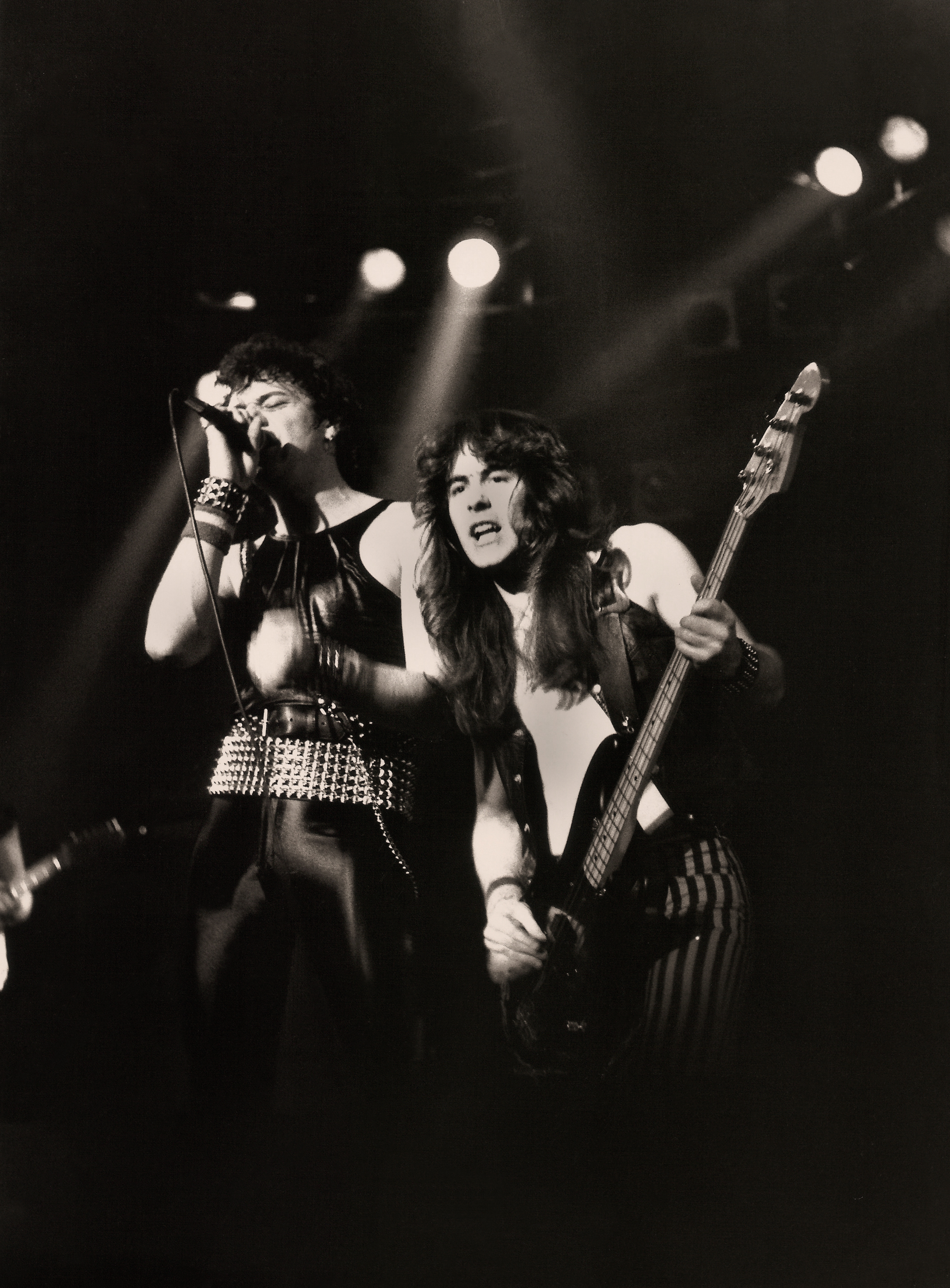
Paul Di’Anno i Steve Harris podczas koncertu Iron Maiden (1980)

Paul Di’Anno trafił do Iron Maiden w okresie kiedy zespół potrzebował nowego wokalisty po odejściu z grupy Dennisa Wilcocka. Mimo że Paul reprezentował modny w tamtych czasach nurt punk rocka, założyciel zespołu, Steve Harris postanowił dać mu szansę. Został przyjęty w 1977 i zaśpiewał na dwóch pierwszych studyjnych płytach: Iron Maiden (1980) i Killers (1981). Wokalista miał udział w tworzeniu niektórych utworów z tych płyt, np. Running Free i Remember Tomorrow. Na trasie World Killer Tour, promującej Killers, zaczął jednak dawać się we znaki rozrywkowy tryb życia Paula (nadużywanie alkoholu i narkotyków), co miało tragiczne odbicie na jakości jego śpiewania. Musiano też odwołać wiele koncertów i jeszcze przed powrotem z trasy Harris, wspólnie z managerem zespołu Rodem Smallwoodem podjęli decyzję o wyrzuceniu Paula Di’Anno z zespołu (październik 1981). Zastąpił go wokalista zespołu Samson, Bruce Dickinson. W następnych latach m.in. prowadził karierę solową i nagrywał z autorskim zespołem Di'Anno.
W ostatnich latach życia zmagał się z wieloma problemami zdrowotnymi, m.in. z sepsą oraz konsekwencjami licznych wypadków motocyklowych, które spowodowały uszkodzenia kolan. Wielokrotnie był operowany i koncertował poruszając się na wózku inwalidzkim. Pomimo problemów ze zdrowiem, od 2023 wystąpił na ponad 100 koncertach na całym świecie.
Paul Di’Anno zmarł 21 października 2024 r. w swoim domu w Salisbury, w wieku 66 lat.

## Dyskografia

### Kariera solowa
- Di’Anno (1984) – z zespołem Di'Anno[5]
- The World’s First Iron Man (1997)
- As Hard As Iron (1997)
- Beyond the Maiden (The Best Of) (1999)
- The Masters (1999)
- Nomad (2000) – z zespołem Di'Anno[5]
- The Living Dead (2006)
- The Maiden Years – The Classics (2006)

### Inne

#### zIron Maiden
- The Soundhouse Tapes (1979)
- Metal for Muthas (1980)
- Iron Maiden (1980)
- Live!! +one (1980)
- Killers (1981)
- Maiden Japan (1981)

#### zGogmagog
- I Will Be There (EP, 1985)

#### zBattlezone
- Fighting Back (1986)
- Children of Madness (1987)
- Warchild (1988)
- Feel My Pain (1998)
- Cessation of Hostilities (2001)

#### zDennisem Strattonem
- The Original Iron Men (1995)
- The Original Iron Men 2 (1996)
- As Hard As Iron (1996)

#### zTurbo
- In the Court of the Lizard (2014)

#### zArhitects of Chaoz
- The League of Shadows (2015)